# アチェ語
アチェ語 (アチェご、Bahasa Aceh) はインドネシアのスマトラ地方、アチェ州で使用されているオーストロネシア語族に属する言語である。
マレー語からの借用語を多く持つが、隣接する地域で話されるマレー語などの言語とは異質の特徴を示すことが知られている。SVO語順をとる。

## 音韻体系
アチェ語の音素は、母音9種、子音19種の合計28種である。以下、母音と子音それぞれの綴り字（音素）と、その音価を示す。
- 母音：　i, é [e], è [ɛ], eu [ɯ], e [ə], a, u, ō [o], ò [ɔ]
- 子音：　無声破裂音 p, t, c [t͡ʃ], k, ' [ʔ] ;  有声破裂音 b, d, j [d͡ʒ], g ;  鼻音 m, n, ny [ɲ], ng [ŋ] ;  摩擦音 s, h ;  流音 r [ɤ, ʁ], l ;  半母音 w, y [j]

## 文法の特徴
アチェ語の形態法は、主として接辞によるが、他のオーストロネシア諸語に比べると接辞の種類は少ない。動詞の派生は主に接頭辞による。
動詞には、能動態と受動態の区別が無い。

## 方言
次の4つの方言に分けられる。
- アチェ方言
- ガヨ・アラス方言
- タミアン方言
- アヌック・ジャメー方言

この下に複数の方言が存在する。また、ジャワ語と同じく、敬語が非常に発達している。

## 単語など
- Peu haba? = お元気ですか？
- Lôn = 私
- Han = いいえ
- Pajôh = 食べる